# Raymond Colibeau
Raymond Colibeau, né le 5 juin 1917 à Paris et mort le 30 septembre 1996 à Cannes (Alpes-Maritimes), est un homme politique français. Il est membre de l'Union des démocrates pour la République.

## Biographie
En 1969, Colibeau fait son entrée à l'Assemblée nationale pour finir le mandat de Gabriel Kaspereit, nommé au gouvernement, dont il est le suppléant. En 1973, le siège est repris par ce dernier.

## Détail de mandat
Mandat parlementaire
- 23 juillet 1969 - 1er avril 1973 : député de Paris